# Raivis Zīrups
Raivis Zīrups (Saldus, 22 maggio 1989) è un bobbista lettone.

## Biografia
Compete dal 2010 come frenatore per la squadra nazionale lettone. Debuttò in Coppa Europa nel novembre 2010 disputando le prime stagioni negli equipaggi condotti dai piloti Uģis Žaļims e Oskars Melbārdis e dal 2012/13 anche con Oskars Ķibermanis. Si distinse nelle categorie giovanili vincendo tre medaglie ai mondiali juniores, di cui un bronzo nel bob a due e un argento nel bob a quattro ottenuti ad Igls 2012 e un altro argento a quattro colto ad Altenberg 2015, tutti con Ķibermanis alla guida delle slitte.
Esordì in Coppa del Mondo nella stagione 2011/12, il 3 dicembre 2011 ad Igls dove terminò la gara al 23º posto nel bob a due con Žaļims. Ottenne il suo primo podio nonché la sua prima vittoria il 22 gennaio 2017 a Sankt Moritz nel bob a quattro con Oskars Ķibermanis, Jānis Jansons e Matīss Miknis.
Prese parte a quattro edizioni dei campionati mondiali totalizzando quali migliori risultati il 18º posto nel bob a due ottenuto a Sankt Moritz 2013 e il 10º nel bob a quattro raggiunto invece a Schönau am Königssee 2017.

Agli europei non è andato oltre il settimo posto nel bob a quattro di La Plagne 2015 e il sesto nella gara a quattro a Sankt Moritz 2016 sempre col pilota Ķibermanis.

## Palmarès

### Mondiali juniores
- 2 medaglie:
  - 2 argenti (bob a quattro ad Igls 2012; bob a quattro ad Altenberg 2015).
  - 1 bronzo (bob a due ad Igls 2012).

### Coppa del Mondo
- 2 podi (nel bob a quattro):
  - 1 vittoria
  - 1 terzo posto.

#### Coppa del Mondo - vittorie
| Data            | Luogo        | Paese    | Disciplina                                                              |
| --------------- | ------------ | -------- | ----------------------------------------------------------------------- |
| 22 gennaio 2017 | Sankt Moritz | Svizzera | a quattro con Oskars Ķibermanis (pilota), Jānis Jansons e Matīss Miknis |

### Coppa Europa
- 9 podi (3 nel bob a due e 6 nel bob a quattro):
  - 1 vittoria (nel bob a quattro);
  - 3 secondi posti (1 nel bob a due e 2 nel bob a quattro);
  - 5 terzi posti (2 nel bob a due e 3 nel bob a quattro).